# Longipalpus palazyanus
Longipalpus palazyanus är en skalbaggsart som beskrevs av Xavier Montrouzier 1861. Longipalpus palazyanus ingår i släktet Longipalpus och familjen långhorningar. Inga underarter finns listade i Catalogue of Life.